# The Radicalz
Radicalz è stata una stable di wrestling attiva nella World Wrestling Federation tra il 2000 e il 2001. I suoi membri erano tutti ex wrestler della World Championship Wrestling: Chris Benoit, Eddie Guerrero, Perry Saturn e Dean Malenko. Ai quattro si aggiunse poi Terri Runnels, che diventò fidanzata di Saturn nella kayfabe. Benoit, Malenko e Saturn fecero parte di una stable simile in WCW, chiamata Revolution.

## Storia

### World Championship Wrestling
Nel 1999, quattro midcarder della WCW, insoddisfatti del loro utilizzo nella federazione di Atlanta, decisero di lasciare la compagnia al termine del loro contratto. All'inizio del 2000 Benoit, Guerrero, Malenko e Saturn firmarono quindi per la WWF. Benoit, Malenko e Saturn erano inoltre membri di una stable chiamata Revolution, capitanata da Shane Douglas. Il trasferimento di questi wrestler alla WWF alimentò quindi le voci che anche Douglas potesse fare lo stesso entro breve tempo.
Al momento della partenza, Benoit era in possesso del WCW World Heavyweight Championship, titolo che gli era stato assegnato dall'allora booker Kevin Sullivan per convincerlo a restare, anche se tra i due non correva buon sangue, vista la relazione tra il canadese e l'ex moglie di Sullivan Nancy.

### World Wrestling Federation
I quattro fecero il loro debutto nella WWF durante una puntata di Raw, in un segmento con Mick Foley. Il gruppo si fece conoscere con il nome di Radicalz. La stable ebbe un discreto successo, nonostante i membri fossero assillati da tanti infortuni. Uno dei match migliori disputati da questa alleanza fu durante una puntata di Heat, in un incontro che li vide opposti agli Hardy Boyz. Saturn e Benoit, accompagnati da Terri Runnels, riuscirono ad ottenere la vittoria proprio grazie alla loro manager, che interferì nel match e costò la vittoria a Matt e Jeff Hardy.

### Separazione
I quattro si separarono nell'estate del 2000, per consentire ad ognuno dei membri della stable la continuazione della propria carriera in singolo. Nel novembre 2000 il gruppo si riformò, alleandosi con Triple H durante il suo feud con Steve Austin. All'inizio del 2001, Benoit effettuò un turn face durante la sua faida con Kurt Angle, mentre il resto del gruppo restò tra le file degli heel, forzando il canadese ad uscire dal gruppo. Eddie Guerrero diventò il nuovo leader della stable.
Lo stesso Guerrero lasciò la stable, ma Saturn, Malenko e Terri continuarono a farsi chiamare Radicalz fino al ritiro di Malenko.